# Прапор Котиківки
Пра́пор Котикі́вки — офіційний символ села Котиківки, Городенківського району Івано-Франківської області, затверджений рішенням Котиківської сільської ради.

## Опис
Квадратне полотнище складається з двох рівновеликих горизонтальних смуг — жовтої та зеленої. На верхній смузі біля древка червоний розширений хрест.